# Peter Kane
Peter Kane (* 28. Februar 1918 in Golborne, England; † 23. Juli 1991) war ein britischer Boxer im Fliegengewicht.

## Profikarriere
Im Jahre 1934 begann er erfolgreich seine Profikarriere. Am 22. September 1938 boxte er gegen Jackie Jurich um die universelle Weltmeisterschaft und gewann durch einstimmigen Beschluss. Diesen Gürtel verlor er am 19. Juni 1943 an Jackie Paterson durch Knockout in Runde 1.
Im Jahre 1951 beendete er seine Karriere.